# La gran belleza
La gran belleza (en italiano: La grande bellezza) es una película italiana de 2013 coescrita y dirigida por Paolo Sorrentino. Recibió grandes elogios de la crítica y ganó diversos galardones como el premio Oscar a la mejor película extranjera.
El filme, que en cierta manera actualiza el argumento de La dolce vita de Federico Fellini situándose en la época de Silvio Berlusconi, trata sobre la vida rutinaria, solitaria e insatisfecha de un escritor de 65 años, quien se hizo famoso con una novela en su juventud y desde entonces se ha acostumbrado a una vida cómoda, escribiendo artículos para la prensa y acudiendo a frívolas fiestas. 
El rodaje tuvo lugar en Roma a partir del 9 de agosto de 2012. Se estrenó en el Festival de Cine de Cannes 2013, donde se proyectó en competición por la Palma de Oro.  Se mostró en el Festival Internacional de Cine de Toronto de 2013 y en el Festival de Cine Europeo de Reikiavik 2013. 
La película fue seleccionada como la candidata italiana a la Mejor Película Extranjera en los Premios de la Academia, y ganó, e igualmente ganó el premio BAFTA británico en la misma categoría. A esto hay que sumar nueve premios David de Donatello de 18 nominaciones.
Se trata de una coproducción italiana entre Medusa Film, propiedad del Grupo Mediaset e Indigo Film y French Babe Films, con el apoyo de la Banca Popolare di Vicenza, Pathé y France 2 Cinéma. En España se estrenó el 5 de diciembre de 2013.
Fue un éxito comercial habiendo costado 9,2 millones de euros recaudó 24 millones.

## Reparto
- Toni Servillo como Jep Gambardella.
- Carlo Verdone como Romano.
- Sabrina Ferilli como Ramona.
- Carlo Buccirosso como Lello Cava.
- Iaia Forte como Trumeau.
- Pamela Villoresi como Viola.
- Galatea Ranzi como Stefania.
- Franco Graziosi como el conde Colonna.
- Sonia Gessner como la condesa Colonna.
- Giorgio Pasotti como Stefano.
- Luca Marinelli como Andrea.
- Massimo Popolizio como Alfio Bracco.
- Serena Grandi como Lorena.
- Ivan Franek como Ron Sweet.
- Roberto Herlitzka como el cardenal Bellucci.
- Isabella Ferrari como Orietta.
- Fanny Ardant como ella misma.
- Antonello Venditti como él mismo.
- Giusi Merli como la Santa.

## Música
| N.º | Título                                             | Álbum | Artistas | Compositor                          |
| --- | -------------------------------------------------- | ----- | --- | ----------------------------------- |
| 1   | I lie                                              | 1-01  | Torino Vocalensemble                                                                                                  | David Lang                          |
| 2   | Far l'amore                                        | 2-01  | Bob Sinclar y Raffaella Carrà                                                                                         |                                     |
| 3   | More than scarlet                                  | 2-02  | Decoder Ring |                                     |
| 4   | Mueve la colita                                    | 2-17  | El Gato D.J. |                                     |
| 5   | My heart's in the highlands                        | 1-03  | Else Torp, Christopher Bowers-Broadbent                                                                               | Arvo Pärt texto de Robert Burns     |
| 6   | Que no se acabe el mambo                           | 2-14  | La Banda Gorda |                                     |
| 7   | The Lamb                                           | 1-07  | El coro del Temple Church dirigido por Stephen Layton                                                                 | John Tavener texto de William Blake |
| 8   | Parade                                             | 2-06  | Tape |                                     |
| 9   | III. Lento—Cantabile-semplice de la Sinfonía n.º 3 | 1-10  | London Sinfonietta, Dawn Upshaw dirigido por David Zinman                                                             | Henryk Górecki                      |
| 10  | World to come IV                                   | 1-02  | Maya Beiser | David Lang                          |
| 11  | Moody                                              | –     | ESG |                                     |
| 12  | Take my breath away                                | 2-03  | Gui Boratto |                                     |
| 13  | The beatitudes                                     | 1-05  | Kronos Quartet | Vladímir Martýnov                   |
| 14  | Forever                                            | 2-08  | Antonello Venditti |                                     |
| 15  | Pancho                                             | –     | |                                     |
| 16  | There must be an angel (playing with my heart)     | –     | Lorraine Bowen | Annie Lennox, David A. Stewart      |
| 17  | Water from the same source                         | 2-10  | Rachel's |                                     |
| 18  | II. Adagio de la Sinfonía en do mayor              | 1-08  | película: Leopold Stokowski y su orquesta sinfónica álbum: New Zealand Symphony Orchestra dirigida por Donald Johanos | Georges Bizet                       |
| 19  | Dies irae from Requiem for my Friend               | 1-06  | Elżbieta Towarnicka, Dariusz Paradowski, Piotr Lykowski, Piotr Kusiewicz, Grzegorz Zychowicz y Jan Szypowski          | Zbigniew Preisner                   |
| 20  | Everything trying                                  | 2-05  | Damien Jurado |                                     |
| 21  | Discoteca                                          | 2-16  | Exchpoptrue |                                     |
| 22  | We no speak americano                              | 2-15  | Studio Allstars |                                     |
| 23  | Ti ruberò                                          | 2-12  | Monica Cetti |                                     |
| 24  | Trois mouvements perpétuels                        | –     | Peter Beijersbergen van Henegouwen                                                                                    | Francis Poulenc                     |
| 25  | Beata viscera                                      | 1-11  | Vox Clamantis | Magister Perotinus                  |
| –   | Time                                               | 1-04  | | Lele Marchitelli (it)               |
| –   | River flows                                        | 1-09  | | Lele Marchitelli                    |
| –   | Brain waves                                        | 2-04  | | Lele Marchitelli                    |
| –   | Color my world                                     | 2-07  | | Lele Marchitelli                    |
| –   | Surge of excitement                                | 2-09  | | Lele Marchitelli                    |
| –   | Settembre non comincia                             | 2-11  | | Lele Marchitelli                    |
| –   | Trumeau                                            | 2-13  | | Lele Marchitelli                    |
| –   | Ramona                                             | 2-18  | | Lele Marchitelli                    |

## Premios y nominaciones
| Premio             | Categoría                     | Resultado |
| ------------------ | ----------------------------- | --------- |
| Óscar              | Mejor película extranjera     | Ganadora  |
| Goya               | Mejor película Europea        | Nominada  |
| Nastro d'argento   | Director de la mejor película | Nominada  |
| Nastro d'argento   | Mejor guion                   | Nominada  |
| Globo de Oro       | Mejor película extranjera     | Ganadora  |
| BAFTA              | Mejor película extranjera     | Ganador   |
| Premios Sant Jordi | Mejor película extranjera     | Ganadora  |
| Premios Gaudí      | Mejor película europea        | Ganadora  |
| Premios César      | Mejor película extranjera     | Nominada  |